# Młotek awaryjny

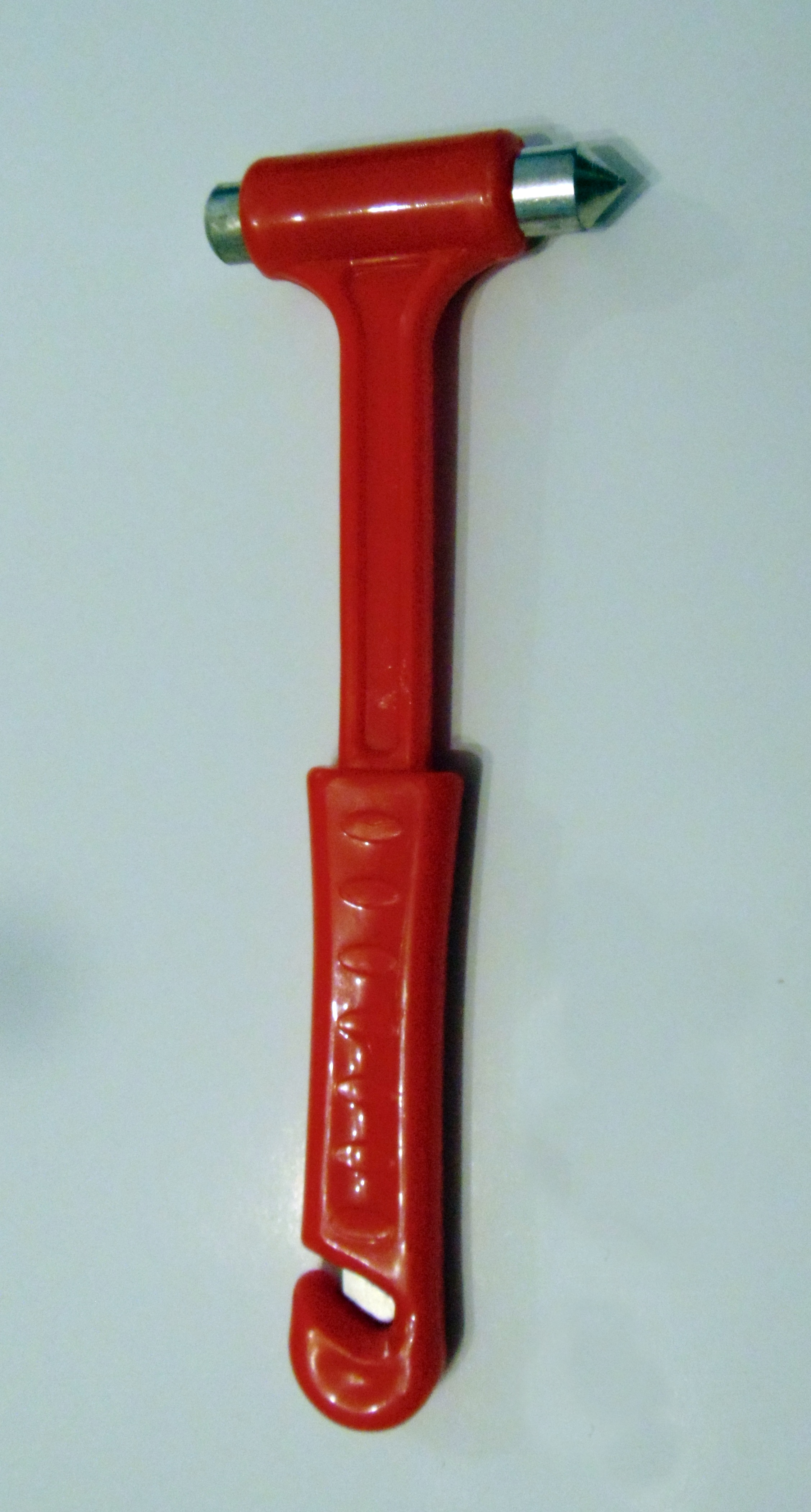
Młotek bezpieczeństwa (awaryjny)

Młotek awaryjny lub młotek bezpieczeństwa – ręczny młotek zaprojektowany do zbijania szyb w oknach w celu ewakuacji z pomieszczeń lub pojazdów.

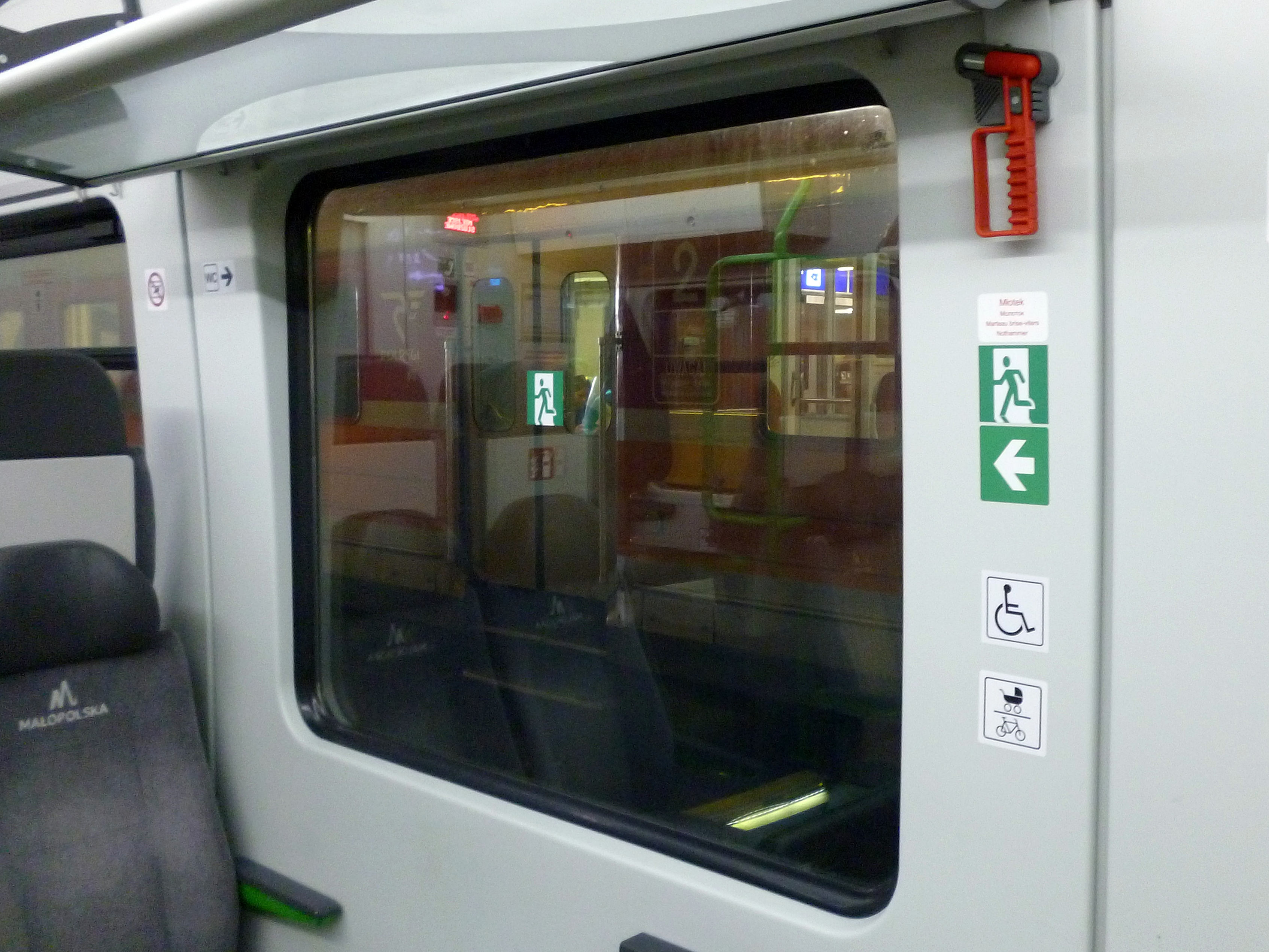
Wyjście ewakuacyjne w pociągu wyposażone w młotek bezpieczeństwa

Młotek bezpieczeństwa to specjalistyczny młotek do rozbijania szyb – najczęściej umieszczany jest w środkach transportu drogowego w pobliżu wyznaczonego wyjścia awaryjnego, którym jest okno np. w pojazdach takich jak: pociąg, tramwaj, autobus, samochód. Użycie młotka uzasadnione jest tylko w przypadkach zagrożenia bezpieczeństwa życia pasażerów lub obsługi pojazdu np: wypadek drogowy, pożar, gdy niemożliwe jest opuszczenie pojazdu przez drzwi wyjściowe.
Młotek najczęściej wykonany jest z tworzywa sztucznego (rękojeść), wyposażony jest w metalowy obuch, który zakończony jest ostrym czubkiem. Uderzenie młotkiem w szybę powoduje jej rozbicie i umożliwia opuszczenie zagrożonego miejsca przez otwór okienny. Niektóre modele młotków posiadają wbudowane ostrze do przecinania pasów bezpieczeństwa.
Wyznaczenie, oznakowanie oraz wyposażenie takich wyjść awaryjnych jest wymagane odrębnymi przepisami przepisami: np. Dz.U.2016.2022 rozdział 5, określający warunki techniczne pojazdów oraz zakres ich niezbędnego wyposażenia, Ustawa z dnia 24 sierpnia 1991 r. o ochronie przeciwpożarowej (tekst jednolity Dz. U.z 2016 r. poz. 191 z późniejszymi zmianami).